# Tajemnica autorska
Tajemnica autorska – termin prawniczy wprowadzony ustawą z dnia 4 lutego  1994 r. o prawie autorskim i prawach pokrewnych.

Art. 84. Twórca, a na jego żądanie także wydawca i producent mają obowiązek zachowania w tajemnicy źródła informacji wykorzystanych w utworze.